# Entre correr y vivir
Entre correr y vivir es una serie de televisión mexicana producida por Eureka TV para TV Azteca bajo la supervisión de Benjamín Salinas Sada y Julián Antuñano.
Protagonizada por Vadhir Derbez, Diego Amozurrutia y Alejandro Camacho.
La serie estuvo disponible hasta abril del 2021 en Blim de Televisa.

## Sinopsis
Rodrigo arriesga la vida en el mundo de las carreras clandestinas para poder pagar los tratamientos de su hermana enferma con lo que gana de las apuestas. Es el piloto más audaz que haya visto la calle en mucho tiempo, y por ello su fama llega a oídos de Guillermo, heredero y piloto de la Escudería Aldana, quien anda en busca de un coequipero que lo lleve al podio de la Fórmula V8.
A través de Valdini, jefe de escudería del equipo Aldana, Rodrigo y Guillermo se cruzan en una vertiginosa carrera llena de rivalidades, envidias, diferencias sociales, excesos, amores, desamores y curvas peligrosas que eventualmente llevarán a Rodrigo hasta casi perderlo todo en esta apasionante carrera que es la vida. 
En la historia se recuerdan las hazañas de los Hermanos Rodríguez, los pilotos de carreras que pusieron el nombre de México en lo más alto por sus proezas y sus logros, pero que perdieron la vida muy jóvenes por los excesos y la competencia.

## Elenco
- Vadhir Derbez - Rodrigo Hernández
- Diego Amozurrutia - Guillermo Aldana
- Alejandro Camacho - Mateo Pérez
- Laura Montijano - Eva Linares
- Sofía Sisniega - Camila Fuentes
- Alexis Meana - Milton Zuluaga
- Martijn Kuiper - Darío Valdini
- Germán Valdés III - Eduardo "Lalito" Hernández
- Manuel Foyo - Lorenzo Unda
- Luciana Silveyra - Ximena Ayala
- Mikael Lacko - Bautista
- Luis Xavier Cavazos - Alonso Hernández
- Estefanía Hinojosa - Carolina Hernández
- Mar Carrera - Lulú Hernández
- Armando Hernández - Diesel
- Emmanuel Orenday - Chango
- Gabriel Navarro - René
- Giovanna Romo - Lupita
- Saúl Hernández - Mateo Pérez (Joven)
- Juan Pablo Castañeda - Pedro Rodríguez de la Vega
- Mauricio Garza - Ricardo Rodríguez de la Vega
- Ángela Fuste - Doña Conchita de la Vega de Rodríguez
- Javier Díaz Dueñas - Don Pedro Rodríguez Quijada
- Tony Marcín - Norma Linares
- Viviana Serna - Conchita Rodríguez de la Vega
- Emilio Gaitán - Alejandro Rodríguez de la Vega
- María José Magán - Sara Cardoso
- Erika de la Rosa - Angelina Dammy
- Gabriel Santoyo - Pedro Rodríguez de la Vega (Adolescente)
- Luis Miguel Ravelo - Ricardo Rodríguez de la Vega (Adolescente)
- Federico Porras - Pedro Rodríguez de la Vega (Niño)
- Ricardo Zertuche - Ricardo Rodríguez de la Vega (Niño)
- Shaula Satinka - Conchita Rodríguez de la Vega (Niña)